# Birgit Peter
Birgit Peter (Potsdam, 27 januari 1964) is een Oost-Duits/Duits voormalig roeister. Peter maakte haar debuut tijdens de wereldkampioenschappen roeien 1985 met de wereldtitel in de dubbel-vier. Peter prolongeerde deze titel in 1986 en 1987. Peter werd olympisch kampioen in de dubbel-twee tijdens de Olympische Zomerspelen 1988. In 1989 won Peter de zilveren medaille in de skiff tijdens de wereldkampioenschappen. Een jaar later werd Peter wereldkampioene in de skiff tijdens de Wereldkampioenschappen roeien 1990. Peter kwam uit voor het verenigde Duitsland tijdens de Olympische Zomerspelen 1992 en behaalde toen de gouden medaille in de dubbel-vier.

## Resultaten
- Wereldkampioenschappen roeien 1985 in Hazewinkel  in de dubbel-vier
- Wereldkampioenschappen roeien 1986 in Nottingham  in de dubbel-vier
- Wereldkampioenschappen roeien 1987 in Kopenhagen  in de dubbel-vier
- Olympische Zomerspelen 1988 in Seoel  in de dubbel-twee
- Wereldkampioenschappen roeien 1989 in Bled  in de skiff
- Wereldkampioenschappen roeien 1990 in Barrington  in de skiff
- Olympische Zomerspelen 1992 in Barcelona  in de dubbel-vier

1976: Svetla Otsetova & Zdravka Jordanova ·
1980: Jelena Chloptseva & Larissa Popova ·
1984: Marioara Popescu & Elisabeta Oleniuc ·
1988: Birgit Peter & Martina Schröter ·
1992: Kerstin Köppen & Kathrin Boron ·
1996: Marnie McBean & Kathleen Heddle ·
2000: Jana Thieme & Kathrin Boron ·
2004: Georgina Evers-Swindell & Caroline Evers-Swindell ·
2008: Georgina Evers-Swindell & Caroline Evers-Swindell ·
2012: Katherine Grainger & Anna Watkins   ·
2016: Magdalena Fularczyk-Kozłowska & Natalia Madaj ·
2020: Nicoleta-Ancuța Bodnar & Simona Radiș ·
2024: Brooke Francis & Lucy Spoors
1988: Kerstin Förster & Kristina Mundt & Beate Schramm & Jana Sorgers ·
1992: Sybille Schmidt  &  Birgit Peter  & Kerstin Müller & Kristina Mundt·
1996: Katrin Rutschow & Jana Sorgers & Kerstin Köppen & Kathrin Boron·
2000: Manja Kowalski & Meike Evers & Manuela Lutze  & Kerstin Kowalski ·
2004: Kathrin Boron & Meike Evers & Manuela Lutze & Kerstin Kowalski ·
2008: Tang Bin & Xi Aihua & Jin Ziwei & Zhang Yangyang ·
2012: Kateryna Tarasenko & Natalija Dovhodko & Anastasija Kozjenkova & Jana Dementjeva·
2016: Annekatrin Thiele, Carina Bär, Julia Lier, Lisa Schmidla ·
2020: Chen Yunxia & Zhang Ling & Lü Yang & Cui Xiaotong ·
2024: Lauren Henry & Hannah Scott & Lola Anderson & Georgina Brayshaw